# Gryfino
Gryfino este un oraș în Polonia.